# Eleição primária do Partido Republicano de Nova Hampshire em 2012
A eleição primária do Partido Republicano de Nova Hampshire de 2012 foi realizado na terca-feira, 10 de janeiro. Nova Hampshire é historicamente o primeiro estado no país a realizar as eleições primárias presidenciais (Iowa realiza Caucus), e mudou sua data para antes de fevereiro, devido a Flórida ter mudado sua data para 31 de janeiro.
Nova Hampshire possui eleição primária do tipo semi-fechada, onde os eleitores votam em seu candidato por meio de cédulas. O pré-candidato Mitt Romney que venceu a primária ganhou o apoio dos delegados de Nova Hampshire para a convenção nacional. Nas primárias semi-fechadas, além dos eleitores filiados, participam os que não possuem partido, chamados de independentes. Devido Nova Hampshire ter uma primária de 12 delegados proporcionais, serão escolhidos na proporção de porcentagem dos candidatos pelo voto direto.

## Campanha
O ex-governador de Massachusetts Mitt Romney, o representante do Texas Ron Paul, o ex-governador de Utah Jon Huntsman, o ex-presidente da Câmara dos Representantes Newt Gingrich, e o ex-senador pela Pensilvânia Rick Santorum fizeram fortemente campanha em Nova Hampshire. Santorum venceu o caucus de Iowa em 3 de janeiro por 34 votos a mais que o segundo colocado, Mitt Romney, no entanto, havia sido divulgado que Romney havia vencido por 8 votos contra Santorum, e por isso, não se sabia da vitória de Santorum.
Debates televisivos em Nova Hampshire foram realizados em 7 de janeiro de 2012 na ABC News e em 8 de janeiro de 2012, no programa da Meet the Press da National Broadcasting Company e na MSNBC. Todos os principais candidatos republicanos participaram de ambos os debates.

## Votação
Em 2012, um recorde de 33 candidatos republicanos apareceram na cédula de votação em New Hampshire, incluindo várias ativistas e candidatos de protesto. Por exemplo, Stewart Greenleaf, que não tinha interesse em se tornar presidente, foi registrado às urnas para promover a questão dos gastos do governo no Partido Republicano. Segundo as leis de New Hampshire para entrar na votação, um candidato só é obrigado a pagar mil dólares para os cofres do Estado, e não precisa de aprovação do partido ou petições para a colocação.

## Endossos
Diversos jornais que circulam amplamente em Nova Hampshire fez menções antes da primária de Nova Hampshire. Enquanto o conservador Union Leader, o único jornal estadual, endossou Gingrich, vários jornais endossaram Huntsman. O Valley News afirmou que Huntsman era "um candidato cujas opiniões são solidamente conservadoras, mas não tão míopes" e criticou Romney e Gingrich, afirmando que "O primeiro tinha elevado o flip-flop [(termo estadunidense para afirmar que um candidato teve uma mudança repentina de suas opiniões)] para uma forma de arte, enquanto este último fez o mesmo para a hipocrisia", e endossando Huntsman "na esperança de que as cabeças frias vão prevalecer em Nova Hampshire e em outros lugares." Romney também recebeu apoio, inclusive do Portsmouth Herald da região litoral.
- O New Hampshire Union Leader endossou Gingrich em 27 de novembro.[11]
- O Foster's Daily Democrat endossou Romney em 4 de dezembro.[12]
- O Portsmouth Herald e Seacoast Media Group endossaram Romney em 18 de dezembro.[13]
- O Keene Sentinel endossou Huntsman 18 de dezembro.[14]
- O Valley News endossou Huntsman em 18 de dezembro.[15]
- O Conway Daily Sun endossou Romney em 21 de dezembro.[16]
- O Concord Monitor endossou Huntsman em 22 de dezembro.[17]
- O Boston Herald endossou Romney.[18]
- O Salmon Press Newspapers group (the Littleton Courier, Berlin Reporter, and Coos County Democrat) endossou Paul em 4 de janeiro.[19]
- O Nashua Telegraph endossou Romney em 5 de janeiro.[20]
- O Boston Globe endossou Huntsman em 6 de janeiro.[21][22]
- O Eagle-Tribune endossou Romney em 6 de janeiro.[23]

Romney liderou o campo dos endossos de autoridades republicanas eleitas em Nova Hampshire. The New York Times relatou que depois de perder a primária de Nova Hampshire em 2008 para John McCain, Romney dedicou tempo e dinheiro para ganhar o apoio de figuras republicanas de Nova Hampshire. Comitê de ação política (PAC) de Romney "disseminou milhares de dólares" para campanhas republicanas em Nova Hampshire, incluindo a do jovem republicano de Salem D.J. Bettencourt, membro da Câmara dos Representantes do estado de Nova Hampshire que é um dos defensores mais ativos Romney. O PAC de Romney também doou 25 mil dólares para o Comitê Estadual Republicano de Nova Hampshire sob a presidência de John H. Sununu, um ex-governador e ex-Chefe de Gabinete da Casa Branca. Candidatos republicanos para o Senado estadual e a Câmara estadual, comitês republicanos de pequenas cidades, e xerifes do condado e fiscais distritais eram todos "os destinatários da generosidade [de Romney]." Romney foi criticado por alguns por ter "comprado" apoios. Um grande número de funcionários que apoiaram Romney em Nova Hampshire e em outras primárias, haviam recebido contribuições.
Em 11 de dezembro, Romney já havia recebido o endosso de Ted Gatsas, prefeito de Manchester (a maior cidade de Nov Hampshire) e ex-presidente do Senado estadual, além de 58 endossos dos representantes do estado. De acordo com o ex-procurador Geral do Estado Thomas D. Rath na véspera da primária, a campanha de Romney foi endossada por 11 dos 19 republicanos do Senado estadual, 73 ou 74 dos representantes estaduais republicanos, e oito dos 10 magistrados, bem como o prefeito da maior cidade. The New York Times relatou que muitas autoridades apoiaram Romney, que resultou em um livro de três páginas enviado a republicanos de Nova Hampshire para listá-los.
Dos três republicanos da delegação congressional de Nova Hampshire, a senadora Kelly Ayotte e o representante Charles Bass endossaram Romney, enquanto o representante Frank Guita se recusou a apoiar algum candidato. Os membros do Concelho de Governo de Nova Hampshire, Raymond S. Burton (que tem representado o norte do Estado desde os anos de 1970), Christopher T. Sununu, e Raymond Wieczorek; o senador estadual líder da maioria Jeb Bradley, os senadores estaduais David Boutin, John Barnes Jr., Jim Rausch e Chuck Morse; e o ex-presidente do Senado estadual Tom Eaton apoiaram Romney após 7 de dezembro. O xerife do Condado de Grafton Douglas Dutile também endossou Romney.
O senador John McCain do Arizona, que venceu a primária de Nova Hampshire em 2000 e 2008 e foi nomeado o candidato republicano para presidente em 2008, endossou Romney, despistando a tensão anterior entre os dois nas primárias de 2008.
Após o caucus de Iowa, mas antes da primária de Nova Hampshire, o movimento Tea Party aderido pelo empresário Carl Paladino da cidade de Buffalo, candidato a governador de Nova Iorque em 2010, endossou Gingrich e criticou fortemente os demais candidatos.
O presidente da Casa dos Representantes de Nova Hampshire William L. Bill O'Brian endossou Gingrich, enquanto os ex-presidentes da Câmara George Roberts, Howard Burns, John Tucker, Donna Sytek, e Doug Scamman endossaram Romney. Os senadores estaduais Jim Forsythe, Andy Sanborn e Ray White apoiaram Ron Paul.
Notavelmente, o ex-senador pela Pensilvânia Rick Santorum conseguiu desproporcionalmente um alto número de endossos (quando comparado à pesquisa de opinião de Iowa) na corrida e incluindo a primária de Nova Hampshire. Santorum liderou o número total de endossos dos candidatos republicanos (até a entrada de Romney e Rick Perry na corrida), e finalizou com mais endossos. Isso se deveu em grande parte aos esforços dos co-presidentes estaduais de Santorum: Daniel Tamburello, representante no estado de Nova Hampshire; Bill Cahill, um ex-membro do Concelho de Governo; e a notável ativista republicana Claira Monier que contribuiu para a vitória de Ronald Reagan em Nova Hampshire em 1980. O gerente da campanha nacional de Santorum foi feita por Mike Biundo. Outros endossos notáveis para Santorum incluem os senadores Jim Luther, Fenton Groen, o ex-candidato a governador Karen Testerman, Susan DeLemus, e o ilustre membro do movimento Tea Party Jerry DeLemus.

## Pesquisas de opinião
| Fonte da pesquisa | Data                                          | 1º                | 2º                   | 3º                                  | Outro |
| --- | --------------------------------------------- | ----------------- | -------------------- | ----------------------------------- | --- |
| Suffolk University/7 News Margem de erro: ± 4.4% Entrevistados: 500                                                           | 8-9 de janeiro de 2012                        | Mitt Romney 37%   | Ron Paul 18%         | Jon Huntsman 16%                    | Rick Santorum 11%, Newt Gingrich 9%, Buddy Roemer 1%, Rick Perry 1%, Fred Karger 0%, Indeciso 7% |
| American Research Group Margem de erro: ± 4.4% Entrevistados: 600                                                             | 8-9 de janeiro de 2012                        | Mitt Romney 37%   | Jon Huntsman 18%     | Ron Paul 17%                        | Rick Santorum 11%, Newt Gingrich 10%, Rick Perry 1%, Outro 2%, Indeciso 4% |
| Suffolk University/7 News Margem de erro: ± 4.4% Entrevistados: 500                                                           | 7–8 de janeiro de 2012                        | Mitt Romney 33%   | Ron Paul 20%         | Jon Huntsman 13%                    | Newt Gingrich 11%, Rick Santorum 10%, Buddy Roemer 2%, Rick Perry 1%, Indeciso 12% |
| Public Policy Polling Margem de erro: ± 2.3% Entrevistados: 1,771                                                             | 7–8 de janeiro de 2012                        | Mitt Romney 35%   | Ron Paul 18%         | Jon Huntsman 16%                    | Newt Gingrich 12%, Rick Santorum 11%, Buddy Roemer 3%, Rick Perry 1%, Outro/Não sabe 4% |
| University of New Hampshire/WMUR Margem de erro: ± 4.6% Entrevistados: 461                                                    | 5–8 de janeiro de 2012                        | Mitt Romney 41%   | Ron Paul 17%         | Jon Huntsman 11%                    | Rick Santorum 11%, Newt Gingrich 8%, Michele Bachmann 1%, Rick Perry 1%, Buddy Roemer 1%, Indeciso 15% |
| Suffolk University/7 News Margem de erro: ± 4.4% Entrevistados: 500                                                           | 6–7 de janeiro de 2012                        | Mitt Romney 35%   | Ron Paul 20%         | Jon Huntsman 11%                    | Newt Gingrich 9%, Rick Santorum 8%, Buddy Roemer 1%, Rick Perry 1%, Fred Karger 0%, Indeciso 15% |
| American Research Group Margem de erro ±4% Entrevistados: 600                                                                 | 6–7 de janeiro de 2012                        | Mitt Romney 40%   | Jon Huntsman 17%     | Ron Paul 16%                        | Rick Santorum 12%, Newt Gingrich 8%, Rick Perry 2% |
| Suffolk University/7 News Margem de erro: ± 4.4% Entrevistados: 500                                                           | 5–6 de janeiro de 2012                        | Mitt Romney 39%   | Ron Paul 17%         | Newt Gingrich 10%                   | Jon Huntsman 9%, Rick Santorum 9%, Rick Perry 1%, Buddy Roemer 0%, Fred Karger 0%, Indeciso 15% |
| Rasmussen Margem de erro: ± 4% Entrevistados: 750                                                                             | 5 de janeiro de 2012                          | Mitt Romney 42%   | Ron Paul 18%         | Rick Santorum 13%                   | Jon Huntsman 12%, Newt Gingrich 8%, Rick Perry 1%, Outro 1%, Indeciso 6% |
| NBC News/Marist College Margem de erro: ±3.7% Entrevistados: 711                                                              | 4–5 de janeiro de 2012                        | Mitt Romney 44%   | Ron Paul 22%         | Rick Santorum 13%                   | Newt Gingrich 9%, Jon Huntsman 9%, Rick Perry 1%, Indeciso 9% |
| Suffolk University/7 News Margem de erro: ±4.4% Entrevistados: 500                                                            | 4–5 de janeiro de 2012                        | Mitt Romney 40%   | Ron Paul 17%         | Rick Santorum 11%                   | Newt Gingrich 9%, Jon Huntsman 8%, Rick Perry 1%, Fred Karger 0%, Buddy Roemer 0%, Indeciso 15% |
| University of New Hampshire/WMUR Margem de erro: ± 3.9% Entrevistados: 631                                                    | 2–5 de janeiro de 2012                        | Mitt Romney 44%   | Ron Paul 20%         | Newt Gingrich 8%                    | Rick Santorum 8%, Jon Huntsman 7%, Michele Bachmann 1%, Gary Johnson 1%, Rick Perry 1%, Buddy Roemer 1%, Fred Karger <1%, Andy Martin 0%, Não sabe 10% |
| Watchdog.org/Pulse Opinion Research Margem de erro: ± 3% Entrevistados: 865                                                   | 4 de janeiro de 2012                          | Mitt Romney 37%   | Ron Paul 19%         | Jon Huntsman 16%                    | Rick Santorum 14%, Newt Gingrich 9%, Rick Perry <1%, Outro <1%, Não sabe 4% |
| The Washington Times/JZ Analytics Margem de erro: ± 4.5% Entrevistados: 498                                                   | 4 de janeiro de 2012                          | Mitt Romney 38%   | Ron Paul 24%         | Rick Santorum 11%                   | Newt Gingrich 9%, Jon Huntsman 8%, Rick Perry 1%, Não sabe 10% |
| Suffolk University/7 News Margem de erro: ±4.4% Entrevistados: 500                                                            | 3–4 de janeiro de 2012                        | Mitt Romney 41%   | Ron Paul 18%         | Rick Santorum 8%                    | Newt Gingrich 7%, Jon Huntsman 7%, Buddy Roemer 1%, Michele Bachmann 1%, Fred Karger 0%, Rick Perry 0%, Indeciso 17% |
| CNN/ORC Margem de erro: ±4% Entrevistados: 554                                                                                | 3 de janeiro de 2012                          | Mitt Romney 47%   | Ron Paul 17%         | Jon Huntsman 13%                    | Rick Santorum 10%, Newt Gingrich 9%, Michele Bachmann 1%, Rick Perry 0%, Outro 1%, Nenhum 1%, Sem opinião 1% |
| Suffolk University/7 News Margem de erro: ±4.4% Entrevistados: 500                                                            | 2–3 de janeiro de 2012                        | Mitt Romney 43%   | Ron Paul 14%         | Newt Gingrich 9%                    | Jon Huntsman 7%, Rick Santorum 6%, Michele Bachmann 2%, Rick Perry 1%, Buddy Roemer 1%, Fred Karger 1%, Indeciso 16% |
| Suffolk University/7 News Margem de erro: ±4.4% Entrevistados: 500                                                            | 1–2 de janeiro de 2012                        | Mitt Romney 43%   | Ron Paul 16%         | Jon Huntsman 10%                    | Newt Gingrich 9%, Rick Santorum 5%, Michele Bachmann 2%, Rick Perry 2%, Buddy Roemer 0%, Fred Karger 0%, Indeciso 13% |
| Suffolk University/7 News Margem de erro: ±4.4% Entrevistados: 500                                                            | 31 de dezembro de 2011 a 1 de janeiro de 2012 | Mitt Romney 43%   | Ron Paul 17%         | Jon Huntsman 9%                     | Newt Gingrich 8%, Rick Santorum 3%, Michele Bachmann 2%, Rick Perry 2%, Buddy Roemer 1%, Fred Karger 0%, Indeciso 15% |
| Suffolk University/7 News Margem de erro: ±4.4% Entrevistados: 500                                                            | 30–31 de dezembro de 2011                     | Mitt Romney 41%   | Ron Paul 15%         | Newt Gingrich 11%                   | Jon Huntsman 9%, Michele Bachmann 3%, Rick Santorum 3%, Rick Perry 2%, Buddy Roemer 1%, Fred Karger 0%, Indeciso 16% |
| Magellan Strategies/NH Journal Margem de erro: ±3.85%                                                                         | 27–28 de dezembro de 2011                     | Mitt Romney 41%   | Ron Paul 21%         | Newt Gingrich 12%, Jon Huntsman 12% | Rick Santorum 4%, Michele Bachmann 4%, Rick Perry 3%, Outro 2%, Indeciso 1% |
| Public Policy Polling Margem de erro: ±3.4% Entrevistados: 830                                                                | 27–28 de dezembro de 2011                     | Mitt Romney 36%   | Ron Paul 21%         | Newt Gingrich 13%                   | Jon Huntsman 12%, Michele Bachmann 7%, Rick Santorum 3%, Rick Perry 3%, Buddy Roemer 3%, Outro 2% |
| Public Policy Polling Margem de erro: ±3.4% Entrevistados: 830                                                                | 27–28 de dezembro de 2011                     | Mitt Romney 37%   | Ron Paul 23%         | Newt Gingrich 16%                   | Jon Huntsman 16%, Não sabe 8% |
| CNN/Time Magazine Margem de erro: ±4% Entrevistados: 543                                                                      | 21–27 de dezembro de 2011                     | Mitt Romney 44%   | Ron Paul 17%         | Newt Gingrich 16%                   | Jon Huntsman 9%, Rick Santorum 4%, Michele Bachmann 3%, Rick Perry 2%, Nenhum 1%, Sem opinião 4% |
| Boston Globe/University of New Hampshire Margem de erro: ±4.2% Entrevistados: 543                                             | 12–19 de dezembro de 2011                     | Mitt Romney 39%   | Newt Gingrich 17%    | Ron Paul 17%                        | Jon Huntsman 11%, Rick Santorum 3%, Michele Bachmann 2%, Rick Perry 1%, Gary Johnson <1%, Buddy Roemer <1%, Outro 4%, Indeciso 8% |
| Public Policy Polling Margem de erro: ±2.8% Entrevistados: 1,235                                                              | 16–18 de dezembro de 2011                     | Mitt Romney 35%   | Ron Paul 19%         | Newt Gingrich 17%                   | Jon Huntsman 13%, Michele Bachmann 5%, Rick Santorum 3%, Rick Perry 2%, Gary Johnson 1%, Indeciso 4% |
| Public Policy Polling Margem de erro: ±2.8% Entrevistados: 1,235                                                              | 16–18 de dezembro de 2011                     | Mitt Romney 37%   | Ron Paul 21%         | Newt Gingrich 20%                   | Jon Huntsman 15%, Não sabe 7% |
| American Research Group Margem de erro: ±4% Entrevistados: 600                                                                | 11–14 de dezembro de 2011                     | Mitt Romney 35%   | Ron Paul 21%         | Newt Gingrich 16%                   | Jon Huntsman 13%, Michele Bachmann 4%, Rick Perry 2%, Rick Santorum 1%, Indeciso 8% |
| Suffolk University/7NEWS Margem de erro: ±4.9% Entrevistados: 400                                                             | 10–13 de dezembro de 2011                     | Mitt Romney 38%   | Newt Gingrich 20%    | Jon Huntsman 13%                    | Ron Paul 8%, Michele Bachmann 3%, Herman Cain 2%, Rick Santorum 2%, Buddy Roemer 2%, Gary Johnson 1%, Rick Perry 1%, Fred Karger 0%, Indeciso 11% |
| Insider Advantage/Majority Opinion Margem de erro: ±--% Entrevistados: 521                                                    | 12 de dezembro de 2011                        | Mitt Romney 29.1% | Newt Gingrich 23.9%  | Ron Paul 20.6%                      | Jon Huntsman 11.3%, Michele Bachmann 3.7%, Rick Santorum 2.4%, Rick Perry 0.5%, Outro 2.4%, Sem opinião 6.1% |
| Rasmussen Margem de erro: ±4% Entrevistados: 721                                                                              | 12 de dezembro de 2011                        | Mitt Romney 33%   | Newt Gingrich 22%    | Ron Paul 18%                        | Jon Huntsman 10%, Michele Bachmann 3%, Rick Perry 3%, Rick Santorum 3%, Outro 2%, Não sabe 5% |
| CNN/Time Magazine Margem de erro: ±4.5% Entrevistados: 507                                                                    | 29 de novembro a 6 de dezembro de 2011        | Mitt Romney 35%   | Newt Gingrich 26%    | Ron Paul 17%                        | Jon Huntsman 8%, Michele Bachmann 3%, Rick Perry 2%, Rick Santorum 2%, Outro 1%, Nenhum 1%, Sem opinião 6% |
| NBC News/Marist Margem de erro: 3.7% Entrevistados: 696                                                                       | 28–30 de novembro de 2011                     | Mitt Romney 39%   | Newt Gingrich 23%    | Ron Paul 16%                        | Jon Huntsman 9%, Michele Bachmann 3%, Rick Perry 3%, Herman Cain 2%, Rick Santorum 1%, Indeciso 4% |
| Rasmussen Reports Margem de erro: 4% Entrevistados: 762                                                                       | 28 de novembro de 2011                        | Mitt Romney 34%   | Newt Gingrich 24%    | Ron Paul 14%                        | Jon Huntsman 11%, Herman Cain 5%, Michele Bachmann 2%, Rick Perry 2%, Rick Santorum 1% |
| University of New Hampshire/WMUR Margem de erro: 4.8% Entrevistados: 413                                                      | 21–22 de novembro de 2011                     | Mitt Romney 42%   | Newt Gingrich 15%    | Ron Paul 12%                        | Jon Huntsman 8%, Herman Cain 4%, Rick Perry 4%, Michele Bachmann 2%, Gary Johnson 1%, Buddy Roemer 1%, Rick Santorum 1%, Fred Karger 0% |
| The Polling Company Margem de erro: ±4.4% Entrevistados: 500                                                                  | 18–21 de novembro de 2011                     | Mitt Romney 35%   | Newt Gingrich 18%    | Ron Paul 10%                        | Jon Huntsman 9%, Herman Cain 8%, Michele Bachmann 4%, Rick Perry 4%, Rick Santorum 2% |
| Suffolk University/7NEWS Margem de erro: ±4.9% Entrevistados: 400                                                             | 16–20 de novembro de 2011                     | Mitt Romney 41%   | Newt Gingrich 14%    | Ron Paul 14%                        | Jon Huntsman 9%, Herman Cain 8%, Rick Santorum 3%, Rick Perry 2%, Michele Bachmann 1%, Fred Karger 1%, Buddy Roemer 1%, Gary Johnson 0%, Indeciso 9% |
| American Research Group Margem de erro: ±4% Entrevistados: 600                                                                | 16–20 de novembro de 2011                     | Mitt Romney 33%   | Newt Gingrich 22%    | Ron Paul 12%                        | Herman Cain 9%, Jon Huntsman 8%, Michele Bachmann 2%, Rick Perry 2%, Gary Johnson 1%, Buddy Roemer 1%, Rick Santorum 1%, Outro 0%, Indeciso 9% |
| Magellan Strategies Margem de erro: ±3.59% Entrevistados: 746                                                                 | 15–16 de novembro de 2011                     | Mitt Romney 29%   | Newt Gingrich 27%    | Ron Paul 16%                        | Herman Cain 10%, Jon Huntsman 8%, Michele Bachmann 2%, Rick Perry 2%, Rick Santorum 1%, Outro 2%, Indeciso 3% |
| Bloomberg News Margem de erro: ±4.4% Entrevistados: 504                                                                       | 10–12 de novembro de 2011                     | Mitt Romney 40%   | Ron Paul 17%         | Newt Gingrich 11%                   | Herman Cain 8%, Jon Huntsman 7%, Rick Perry 3%, Michele Bachmann 2%, Rick Santorum 1%, Outro 1%, Não sabe 10% |
| Rasmussen Reports Margem de erro: ±4% Entrevistados: 816                                                                      | 25 de outubro de 2011                         | Mitt Romney 41%   | Herman Cain 17%      | Ron Paul 11%                        | Newt Gingrich 8%, Jon Huntsman 7%, Rick Perry 4%, Michele Bachmann 3%, Rick Santorum 1%, Outro 2%, Indeciso 5% |
| CNN/Time Magazine Margem de erro: ±5% Entrevistados: 400                                                                      | 20–25 de outubro de 2011                      | Mitt Romney 40%   | Herman Cain 13%      | Ron Paul 12%                        | Jon Huntsman 6%, Newt Gingrich 5%, Rick Perry 4%, Michele Bachmann 2%, Rick Santorum 1%, Nenhum 5%, Sem opinião 14% |
| AARP/GS Strategy Group Margem de erro: ±4.9% Entrevistados: 400                                                               | 17–18 de outubro de 2011                      | Mitt Romney 43%   | Herman Cain 18%      | Ron Paul 9%                         | Newt Gingrich 5%, Michele Bachmann 3%, Jon Huntsman 3%, Rick Perry 3%, Rick Santorum 1%, Indeciso 15% |
| Magellan Strategies Margem de erro: ±3.61% Entrevistados: 736                                                                 | 12–13 de outubro de 2011                      | Mitt Romney 41%   | Herman Cain 20%      | Ron Paul 10%                        | Newt Gingrich 6%, Jon Huntsman 6%, Michele Bachmann 4%, Rick Perry 2%, Rick Santorum 2%, Gary Johnson 1%, Indeciso 8% |
| Harvard University/St. Anselm's New Hampshire Institute of Politics[ligação inativa] Margem de erro: ±4.4% Entrevistados: 648 | 2–6 de outubro de 2011                        | Mitt Romney 38%   | Herman Cain 20%      | Ron Paul 13%                        | Newt Gingrich 5%, Jon Huntsman 4%, Rick Perry 4%, Michele Bachmann 3%, Gary Johnson 1%, Rick Santorum 1%, Não sabe 11% |
| WMUR/University of New Hampshire Margem de erro: ±5.3% Entrevistados: 345                                                     | 26 de setembro a 6 de outubro de 2011         | Mitt Romney 37%   | Herman Cain 12%      | Ron Paul 9%                         | Rudy Giuliani 8%, Jon Huntsman 8%, Newt Gingrich 4%, Rick Perry 4%, Sarah Palin 3%, Michele Bachmann 2%, Rick Santorum 2%, Gary Johnson <1%, Buddy Roemer <1% |
| NBC News-Marist Poll Margem de erro: ±3.7% Entrevistados: 691                                                                 | 3–5 de outubro de 2011                        | Mitt Romney 44%   | Herman Cain 13%      | Ron Paul 13%                        | Rick Perry 6%, Jon Huntsman 5%, Newt Gingrich 4%, Michele Bachmann 2%, Gary Johnson 1%, Rick Santorum 1%, Indeciso 11% |
| Rasmussen Reports Margem de erro: ±4% Entrevistados: 750                                                                      | 21 de setembro de 2011                        | Mitt Romney 39%   | Rick Perry 18%       | Ron Paul 13%                        | Jon Huntsman 7%, Michele Bachmann 5%, Herman Cain 4%, Newt Gingrich 4%, Rick Santorum 2%, Outro 3%, Indeciso 4% |
| American Research Group Margem de erro: ±4% Entrevistados: 600                                                                | 16–21 de setembro de 2011                     | Mitt Romney 30%   | Rick Perry 13%       | Ron Paul 12%                        | Jon Huntsman 10%, Michele Bachmann 7%, Herman Cain 4%, Newt Gingrich 4%, Sarah Palin 4%, Rick Santorum 2%, Buddy Roemer 1%, Gary Johnson 0%, Outro 1% |
| Suffolk University/7News Margem de erro: ±5.3% Entrevistados: 400                                                             | 18–20 de setembro de 2011                     | Mitt Romney 41%   | Ron Paul 14%         | Jon Huntsman 10%                    | Rick Perry 8%, Sarah Palin 6%, Michele Bachmann 5%, Newt Gingrich 4%, Rick Santorum 1%, Herman Cain 1%, Buddy Roemer 1%, Gary Johnson 0%, Fred Karger 0%, Thaddeus McCotter 0%                                                                                                   |
| Magellen Strategies Margem de erro: ±3.96% Entrevistados: 613                                                                 | 15–16 de agosto de 2011                       | Mitt Romney 36%   | Rick Perry 18%       | Ron Paul 14%                        | Michele Bachmann 10%, Herman Cain 3%, Jon Huntsman 3%, Newt Gingrich 2%, Rick Santorum 1%, Outro 3%, Indeciso 8% |
| American Research Group Margem de erro: ±4% Entrevistados: 600                                                                | 9–13 de julho de 2011                         | Mitt Romney 29%   | Michele Bachmann 12% | Rudy Giuliani 9%                    | Sarah Palin 8%, Newt Gingrich 7%, Tim Pawlenty 5%, Herman Cain 4%, Ron Paul 4%, Rick Perry 2%, Rick Santorum 2%, Outro/Indeciso 18% |
| Public Policy Polling Margem de erro: ±5.3% Entrevistados: 341                                                                | 30 de junho a 5 de julho de 2011              | Mitt Romney 25%   | Michele Bachmann 18% | Sarah Palin 11%                     | Ron Paul 9%, Herman Cain 7%, Rick Perry 7%, Jon Huntsman 6%, Tim Pawlenty 6%, Newt Gingrich 4%, Outro/Não sabe 7% |
| Public Policy Polling Margem de erro: ±5.3% Entrevistados: 341                                                                | 30 de junho a 5 de julho de 2011              | Mitt Romney 28%   | Michele Bachmann 21% | Ron Paul 9%                         | Rick Perry 9%, Herman Cain 7%, Jon Huntsman 7%, Tim Pawlenty 6%, Newt Gingrich 4%, Outro/Não sabe 9% |
| Public Policy Polling Margem de erro: ±5.3% Entrevistados: 341                                                                | 30 de junho a 5 de julho de 2011              | Mitt Romney 26%   | Chris Christie 20%   | Michele Bachmann 14%                | Rudy Giuliani 9%, Jeb Bush 8%, Sarah Palin 8%, Tim Pawlenty 5%, Paul Ryan 3%, Outro/Não sabe 8% |
| Public Policy Polling Margem de erro: ±5.3% Entrevistados: 341                                                                | 30 de junho a 5 de julho de 2011              | Mitt Romney 65%   | Sarah Palin 26%      | –                                   | Não sabe 9% |
| Public Policy Polling Margem de erro: ±5.3% Entrevistados: 341                                                                | 30 de junho a 5 de julho de 2011              | Mitt Romney 59%   | Tim Pawlenty 25%     | –                                   | Não sabe 16% |
| Public Policy Polling Margem de erro: ±5.3% Entrevistados: 341                                                                | 30 de junho a 5 de julho de 2011              | Mitt Romney 53%   | Rick Perry 28%       | –                                   | Não sabe 19% |
| Public Policy Polling Margem de erro: ±5.3% Entrevistados: 341                                                                | 30 de junho a 5 de julho de 2011              | Mitt Romney 49%   | Michele Bachmann 37% | –                                   | Não sabe 14% |
| WMUR/University of New Hampshire Margem de erro: ±5.2% Entrevistados: 357                                                     | 21 de junho a 1 de julho de 2011              | Mitt Romney 35%   | Michele Bachmann 12% | Rudy Giuliani 7%                    | Ron Paul 7%, Rick Perry 4%, Sarah Palin 3%, Tim Pawlenty 3%, Herman Cain 2%, Jon Huntsman 2%, Newt Gingrich 1%, Gary Johnson 1%, Rick Santorum 1% |
| Suffolk University Margem de erro: ±4.9% Entrevistados: 400                                                                   | 25–27 de junho de 2011                        | Mitt Romney 36%   | Michele Bachmann 11% | Ron Paul 8%                         | Rudy Giuliani 5%, Jon Huntsman 4%, Sarah Palin 4%, Herman Cain 2%, Tim Pawlenty 2%, Rick Perry 2%, Newt Gingrich 2%, George Pataki 1%, Rick Santorum 1%, John R. Bolton 0%, Jim DeMint 0%, Gary Johnson 0%, Fred Karger 0%, Roy Moore 0%, Buddy Roemer 0%, Indeciso 21%          |
| Magellan Strategies Margem de erro: ±3.63% Entrevistados: 727                                                                 | 14–15 de junho de 2011                        | Mitt Romney 42%   | Michele Bachmann 10% | Ron Paul 10%                        | Sarah Palin 7%, Rudy Giuliani 6%, Tim Pawlenty 5%, Newt Gingrich 4%, Herman Cain 3%, Jon Huntsman 3%, Rick Santorum 2% |
| University of New Hampshire Margem de erro: ±4.8% Entrevistados: 424                                                          | 1–8 de junho de 2011                          | Mitt Romney 41%   | Rudy Giuliani 9%     | Ron Paul 6%                         | Sarah Palin 5%, Michele Bachmann 4%, Herman Cain 4%, Newt Gingrich 3%, Jon Huntsman 3%, Tim Pawlenty 3%, Rick Santorum 3%, Gary Johnson <1% |
| CNN / WMUR / University of New Hampshire Margem de erro: ±5.2% v: 347                                                         | 17–22 de maio de 2011                         | Mitt Romney 32%   | Ron Paul 9%          | Newt Gingrich 6%                    | Rudy Giuliani 6%, Sarah Palin 5%, Michele Bachmann 4%, Herman Cain 4%, Mitch Daniels 4%, Jon Huntsman 4%, Tim Pawlenty 4%, Rick Santorum 2% |
| Suffolk University/7 News Margem de erro: ±4.9% Entrevistados: 400                                                            | 30 de abril a 2 de maio de 2011               | Mitt Romney 35%   | Ron Paul 8%          | Donald Trump 8%                     | Rudy Giuliani 8%, Sarah Palin 7%, Mike Huckabee 6%, Tim Pawlenty 5%, Newt Gingrich 3%, Michele Bachmann 3%, Herman Cain 2%, Rick Santorum 2%, John R. Bolton 1%, Mitch Daniels 1%, Gary Johnson 1%, Jon Huntsman 1%, Fred Karger 0%, Roy Moore 0%, Buddy Roemer 0%, Indeciso 13% |
| Public Policy Polling Margem de erro: ±5.0% Entrevistados: 384                                                                | 31 de março a 3 de abril de 2011              | Mitt Romney 31%   | Mike Huckabee 15%    | Newt Gingrich 13%                   | Sarah Palin 10%, Ron Paul 10%, Michele Bachmann 4%, Tim Pawlenty 4%, Haley Barbour 2%, Outro/Indeciso 12% |
| Public Policy Polling Margem de erro: ±5.0% Entrevistados: 384                                                                | 31 de março a 3 de abril de 2011              | Mitt Romney 37%   | Newt Gingrich 14%    | Sarah Palin 14%                     | Ron Paul 13%, Tim Pawlenty 5%, Michele Bachmann 4%, Haley Barbour 2%, Outro/Indeciso 11% |
| Public Policy Polling Margem de erro: ±5.0% Entrevistados: 384                                                                | 31 de março a 3 de abril de 2011              | Mitt Romney 37%   | Mike Huckabee 14%    | Newt Gingrich 13%                   | Ron Paul 13%, Michele Bachmann 7%, Tim Pawlenty 6%, Haley Barbour 2%, Outro/Indeciso 10% |
| Public Policy Polling Margem de erro: ±5.0% Entrevistados: 384                                                                | 31 de março a 3 de abril de 2011              | Mitt Romney 40%   | Ron Paul 18%         | Newt Gingrich 17%                   | Michele Bachmann 8%, Tim Pawlenty 5%, Haley Barbour 3%, Outro/Indeciso 10% |
| Public Policy Polling Margem de erro: ±5.0% Entrevistados: 384                                                                | 31 de março a 3 de abril de 2011              | Mitt Romney 29%   | Rudy Giuliani 17%    | Mike Huckabee 12%                   | Newt Gingrich 11%, Ron Paul 9%, Sarah Palin 6%, Michele Bachmann 5%, Tim Pawlenty 5%, Outro/Indeciso 7% |
| Public Policy Polling Margem de erro: ±5.0% Entrevistados: 384                                                                | 31 de março a 3 de abril de 2011              | Mitt Romney 27%   | Donald Trump 21%     | Newt Gingrich 12%                   | Mike Huckabee 12%, Ron Paul 9%, Sarah Palin 7%, Tim Pawlenty 4%, Michele Bachmann 3%, Outro/Indeciso 7% |
| WMUR/Granite State Poll Margem de erro: ±5.2% Entrevistados: 357                                                              | 28 de janeiro a 7 de fevereiro de 2011        | Mitt Romney 40%   | Rudy Giuliani 10%    | Mike Huckabee 7%                    | Tim Pawlenty 7%, Newt Gingrich 6%, Sarah Palin 6%, Ron Paul 5%, Donald Trump 3%, Haley Barbour 1%, Rick Santorum 1% |
| Strategic National Margem de erro: ±3.2% Entrevistados: 940                                                                   | 19 de janeiro de 2011                         | Mitt Romney 34%   | Mike Huckabee 14%    | Sarah Palin 13%                     | Newt Gingrich 9%, Tim Pawlenty 5%, Mitch Daniels 2%, Haley Barbour 1%, Rick Santorum 1%, John Thune 0%, Outro/Indeciso 22% |
| Magellan Strategies Margem de erro: ±2.6% Entrevistados: 1451                                                                 | 4 de janeiro de 2011                          | Mitt Romney 39%   | Sarah Palin 16%      | Mike Huckabee 10%                   | Newt Gingrich 8%, Ron Paul 7%, Tim Pawlenty 4%, Rick Santorum 3%, Haley Barbour 1%, Outro 4%, Indeciso 8% |
| Public Policy Polling Margem de erro: ±4.1% Entrevistados: 582                                                                | 27–29 de outubro de 2010                      | Mitt Romney 40%   | Mike Huckabee 13%    | Newt Gingrich 10%                   | Sarah Palin 10%, Tim Pawlenty 4%, Mike Pence 3%, Mitch Daniels 1%, John Thune 1%, Outro/Indeciso 19% |
| Public Policy Polling Margem de erro: ±2.9% Entrevistados: 1,134                                                              | 11–12 de setembro de 2010                     | Mitt Romney 41%   | Newt Gingrich 12%    | Sarah Palin 12%                     | Mike Huckabee 10%, Ron Paul 8%, Tim Pawlenty 5%, Mitch Daniels 2%, Outro 3%, Indeciso 7% |
| Public Policy Polling Margem de erro: ±4.81% Entrevistados: 415                                                               | 23–25 de julho de 2010                        | Mitt Romney 31%   | Newt Gingrich 14%    | Ron Paul 13%                        | Mike Huckabee 12%, Sarah Palin 9%, Tim Pawlenty 3%, Mitch Daniels 1%, Outro 5%, Indeciso 11% |
| Magellan Strategies Margem de erro: ±4.4% Entrevistados: 505                                                                  | 25 de maio de 2010                            | Mitt Romney 40%   | Newt Gingrich 16%    | Sarah Palin 11%                     | Mike Huckabee 10%, Ron Paul 6%, Tim Pawlenty 5%, Rick Santorum 2%, Outro 5%, Indeciso 6% |
| WMUR/Granite State Poll Margem de erro: ±6.5% Entrevistados: 228                                                              | 18–28 de abril de 2010                        | Mitt Romney 41%   | Sarah Palin 12%      | Rudy Giuliani 11%                   | Mike Huckabee 9%, Ron Paul 6%, Newt Gingrich 5%, Tim Pawlenty 3%, Rick Santorum 2%, Outro 3%, Indeciso 9% |
| Public Policy Polling Margem de erro: ±3.9% Entrevistados: 642                                                                | 17–18 de abril de 2010                        | Mitt Romney 39%   | Sarah Palin 13%      | Newt Gingrich 11%                   | Mike Huckabee 11%, Ron Paul 7%, Tim Pawlenty 3%, Haley Barbour 1%, Rick Santorum 1%, Indeciso 13% |
| Now Hampshire/Populus Research Margem de erro: ±5% Entrevistados: 403                                                         | 10–11 de agosto de 2009                       | Mitt Romney 50%   | Mike Huckabee 17%    | Sarah Palin 17%                     | Newt Gingrich 13%, Tim Pawlenty 3% |

## Resultados
| Mitt Romney Ron Paul | Jon Huntsman Sem votação |

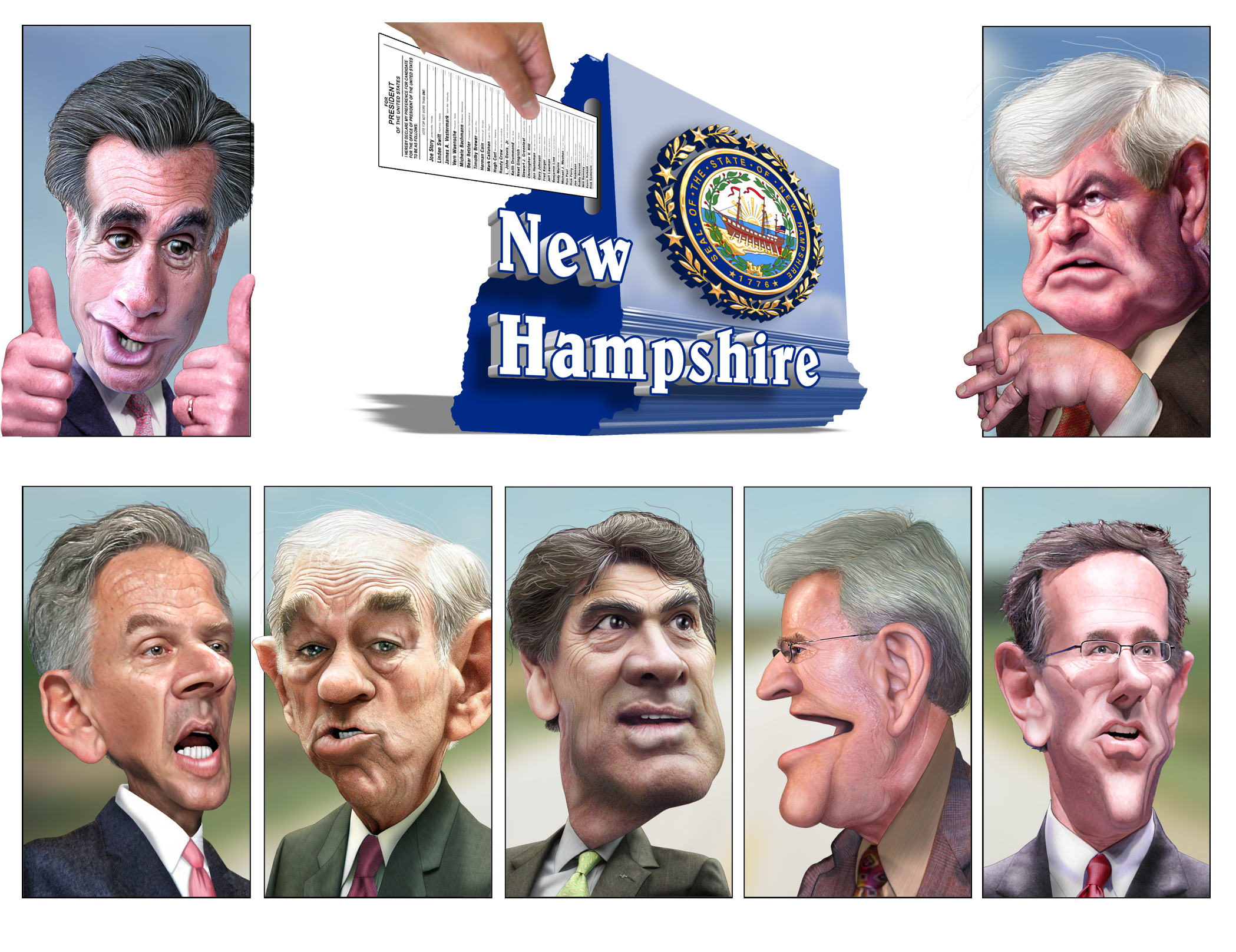
Caricaturas dos candidatos de Nova Hampshire, da esquerda para a direita: na parte superior Mitt Romney e Newt Gingrich; e abaixo Jon Huntsman, Ron Paul, Rick Perry, Buddy Roemer e Rick Santorum.

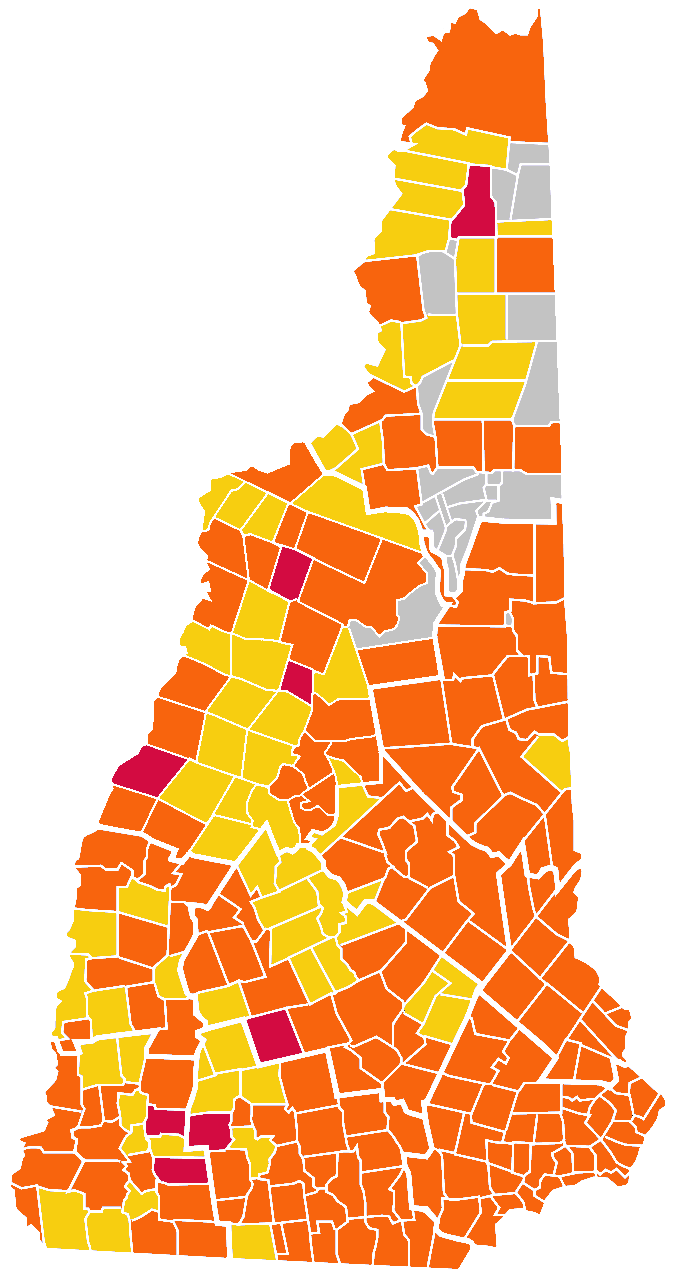
Vencedores em cada uma das cidades:
Mitt Romney
Ron Paul
Jon Huntsman
Sem votação

(1) Barack Obama (democrata) foi inscrito na cédula pelos eleitores (write-in).